# Mielichhoferia bequaertii
Mielichhoferia bequaertii là một loài rêu trong họ Bryaceae. Loài này được Dixon & Naveau mô tả khoa học đầu tiên năm 1927.